# Eric Donovan
Eric Donovan (* 26. Juli 1985 in Athy) ist ein irischer Profiboxer im Federgewicht.

## Amateurkarriere
Eric Donovan begann als Jugendlicher mit dem Boxen. Er startete für den St. Michaels Boxing Club Athy und wurde von Zuar Antia und Dom O’Rourke trainiert. Als Erwachsener startete er zunächst im Bantamgewicht, dann im Federgewicht und ab 2007 im Leichtgewicht.
Er wurde 2003 irischer Juniorenmeister im Bantamgewicht und war unter anderem Teilnehmer der Junioren-Europameisterschaften 2003 (Vorrunde) und der Junioren-Weltmeisterschaften 2004 (Vorrunde).
Seine größten Erfolge bei den Erwachsenen waren der Gewinn von jeweils einer Bronzemedaille im Leichtgewicht bei den EU-Meisterschaften 2009 in Dänemark und den Europameisterschaften 2010 in Russland. Bei der EM hatte er gegen Rashid Kassem, Dmytro Bulenkow und Miklós Varga das Halbfinale erreicht, wo er gegen Albert Selimow ausgeschieden war.
Darüber hinaus war er unter anderem Viertelfinalist der EU-Meisterschaften 2007 und 2008, Achtelfinalist der Europameisterschaften 2006, der Weltmeisterschaften 2005 und 2007, sowie Vorrundenteilnehmer der Europameisterschaften 2004 und der Weltmeisterschaften 2009.
Den irischen Meistertitel gewann er 2004 im Bantamgewicht, 2005 und 2006 im Federgewicht, sowie 2009 und 2010 im Leichtgewicht.

## Profikarriere
Sein Profidebüt gewann er am 25. Juni 2016 in Dublin gegen den Polen Damian Lawniczak. Bereits am 9. September 2017 gewann er seinen ersten Profititel, als ihm der Gewinn der nordirischen Meisterschaft des irischen Boxverbandes (BUI) gegen Dai Davies gelang. Den irischen Meistertitel gewann er am 30. März 2019 durch einen K.-o.-Sieg gegen Stephen McAfee.
Im August 2020 verlor er vorzeitig gegen Zelfa Barrett und im Februar 2022 gegen Robeisy Ramírez.